# Johannes Bleive
Johannes Bleive, né le 17 septembre 1909 à Tartu et mort le 16 mai 1991 dans la même ville, est un compositeur estonien.

## Biographie
Johannes Bleive est le fils de Michael Bleive (1873-1919), prêtre orthodoxe et martyr. Il étudie le violon de 1928 à 1931 à l'École supérieure de musique de Tartu et la composition de 1931 à 1938 dans la classe de Heino Eller. En 1939 plus tard, il terminé ses études en tant qu'externe dans la classe de composition d'Artur Kapp au Conservatoire de Tallinn.
De 1940 à 1985, il est professeur de théorie musicale à l'école de musique Heino Eller de Tartu. Parallèlement, il est chef d'orchestre et critique musical. C'est surtout en tant que compositeur qu'il se fait connaître en Estonie et au-delà.

### Carrière pédagogique
On trouve parmi ses élèves Leo Schotter (et), Aare Allikvee (et), Johannes Jürisson, Valdeko Viru (et) et Mare Põldmäe (et).

## Esthétique
Les compositions de Johannes Bleive se caractérisent par une harmonie colorée et une grande expressivité.Ses œuvres de chambre ont été interprétées par un large éventail d'interprètes, dont Elsa Avesson (et), Vaike Vahi (et), Charles Kipper, Ago Russak (et), Tiiu Usk (et), Rein Bleive, Ellen Laidre, Avo Kittask (et), Kaljo Räästas (et), Evi Vanamölder (et),Sigrid Orusaar (et) et Tõnu Reimann (et). Ses œuvres orchestrales ont été dirigées par Kirill Raudsepp (et), Roman Matsov, Valdeko Viru (et) ou encore Endel Nõgene (et).

## Œuvres
- Sonate pour piano no 1 (1937)
- Ränduri laulud, cantate (1939)
- Mereetüüdid, suite pour piano (1963)
- Sügisesed puud, cycle de mélodies (1963)
- Neoontulede mäng, pour orchestre (1973)
- Sajanditest läbi, oratorio (1971)